# 光亮贼蛤
光亮贼蛤（学名：Scintilla nitidella），是帘蛤目鼬眼蛤科红蛤属的一种。主要分布于韩国、中国大陆，常栖息在潮间带珊瑚礁。